# George Cabell

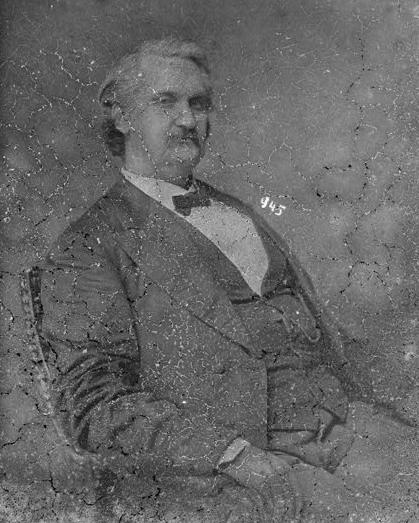
George Cabell

George Craighead Cabell (* 25. Januar 1836 in Danville, Virginia; † 23. Juni 1906 in Baltimore, Maryland) war ein US-amerikanischer Politiker. Zwischen 1875 und 1887 vertrat er den Bundesstaat Virginia im US-Repräsentantenhaus.

## Leben
George Cabell besuchte die Danville Academy. Nach einem anschließenden Jurastudium an der University of Virginia in Charlottesville und seiner 1857 erfolgten Zulassung als Rechtsanwalt begann er ab 1858 in Danville in diesem Beruf zu arbeiten. Außerdem gab er dort eine Zeitung heraus. Zwischen 1858 und 1861 war er Staatsanwalt in Danville. Er war Sklavenhalter.
Während des Bürgerkrieges diente Cabell im Heer der Konföderation, in dem er bis zum Oberst aufstieg. Nach dem Krieg praktizierte er wieder als Anwalt. Gleichzeitig schlug er als Mitglied der Demokratischen Partei eine politische Laufbahn ein.
Bei den Kongresswahlen des Jahres 1874 wurde Cabell im fünften Wahlbezirk von Virginia in das US-Repräsentantenhaus in Washington, D.C. gewählt, wo er am 4. März 1875 die Nachfolge von Christopher Yancy Thomas antrat. Nach fünf Wiederwahlen konnte er bis zum 3. März 1887 sechs Legislaturperioden im Kongress absolvieren. Von 1877 bis 1881 war er Vorsitzender des Eisenbahn- und Kanalausschusses. Im Jahr 1886 wurde er nicht wiedergewählt.
Nach dem Ende seiner Zeit im US-Repräsentantenhaus war George Cabell wieder als Rechtsanwalt tätig. Er starb am 23. Juni 1906 in Baltimore und wurde in Danville beigesetzt.